# Volante

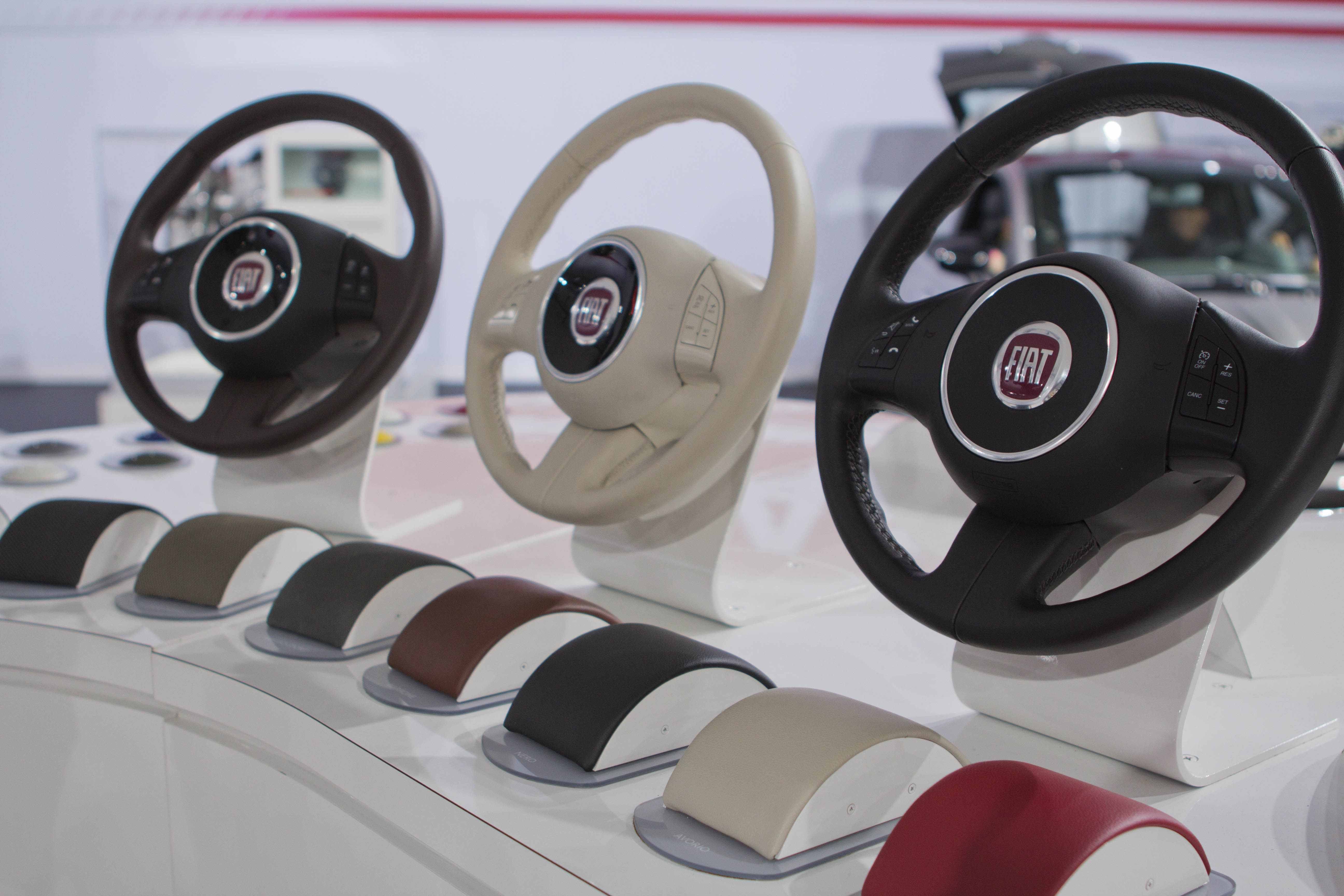
Vari volanti di una Fiat 500 del 2007

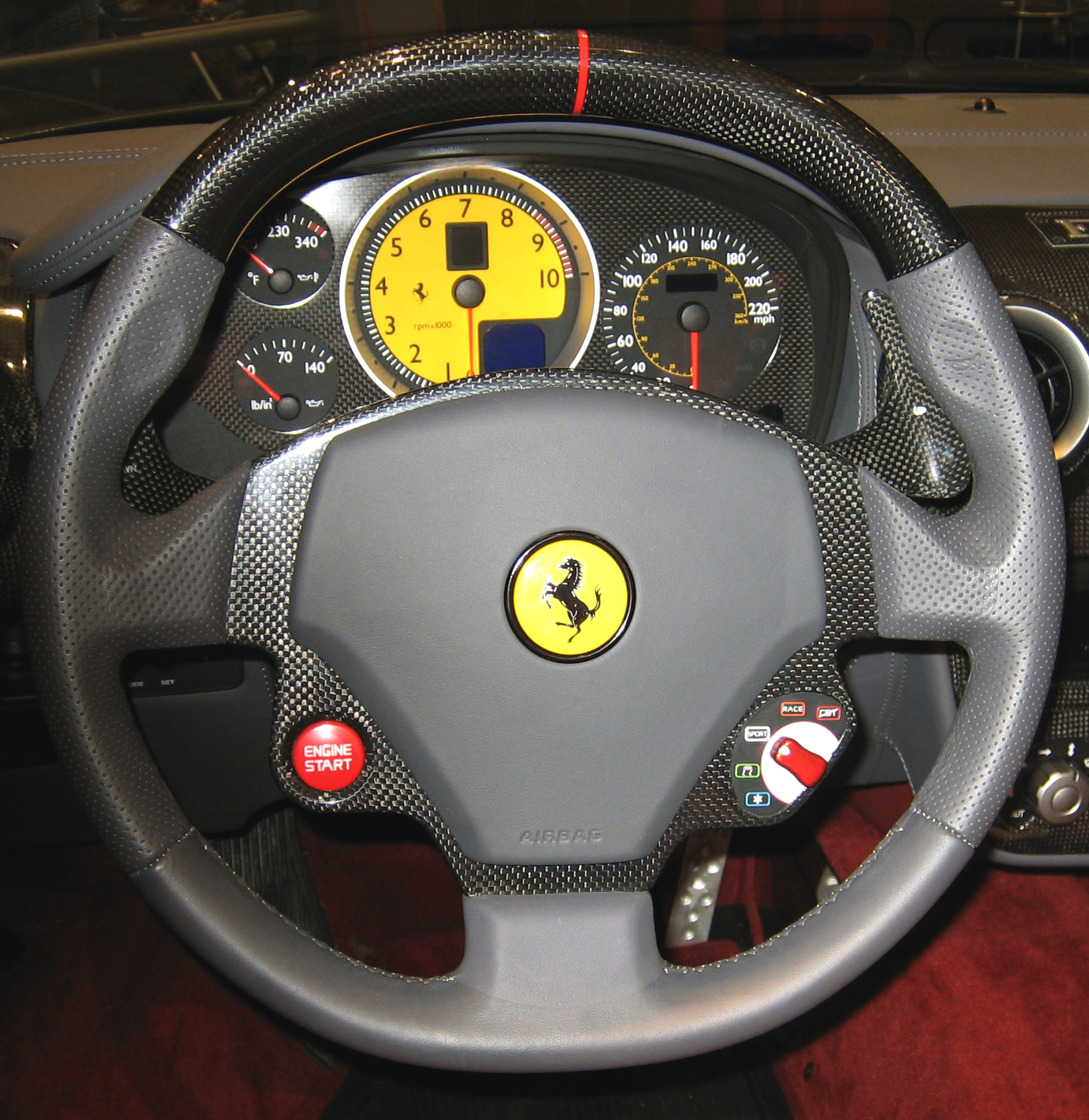
Il volante di una Ferrari F430 con airbag, avviamento, regolatore d'assetto, leve cambio e clacson sulla corona a ore 10:10.

Il volante è un organo meccanico di forma circolare che serve per controllare la direzione di un veicolo.

## Descrizione
Consiste in una ruota, dotata di raggi (o razze) e corona torica, che viene applicata ad un asse per potergli imprimere, manualmente, un movimento di rotazione da trasmettere ad altro organo, a cui l'asse è collegato.
Nell'accezione più comune, per volante si intende la corona circolare, fissata tramite razze all'estremità superiore del piantone di sterzo, attraverso il cui azionamento manuale viene impressa la direzione al veicolo.

## Storia

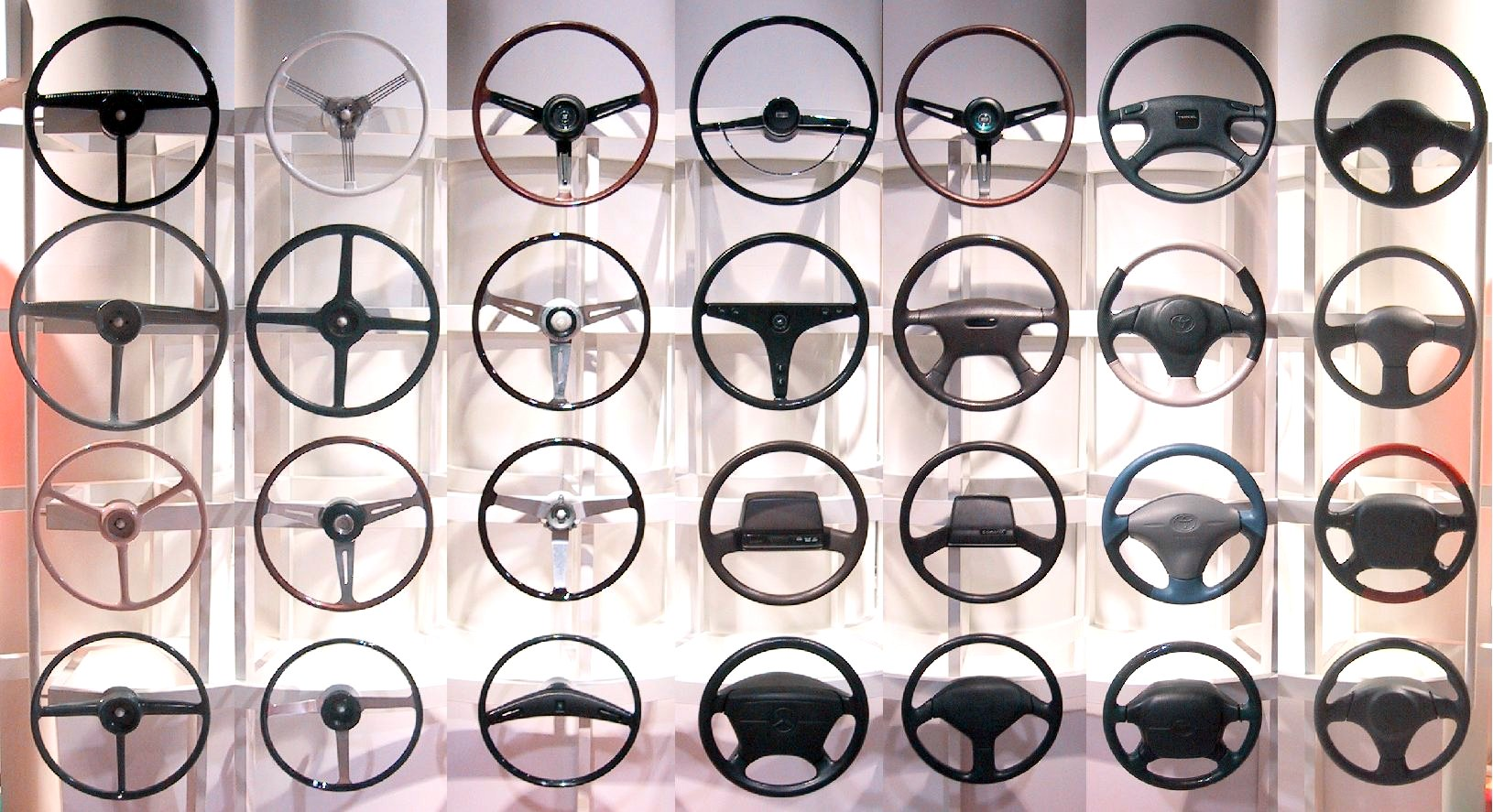
Evoluzione del volante

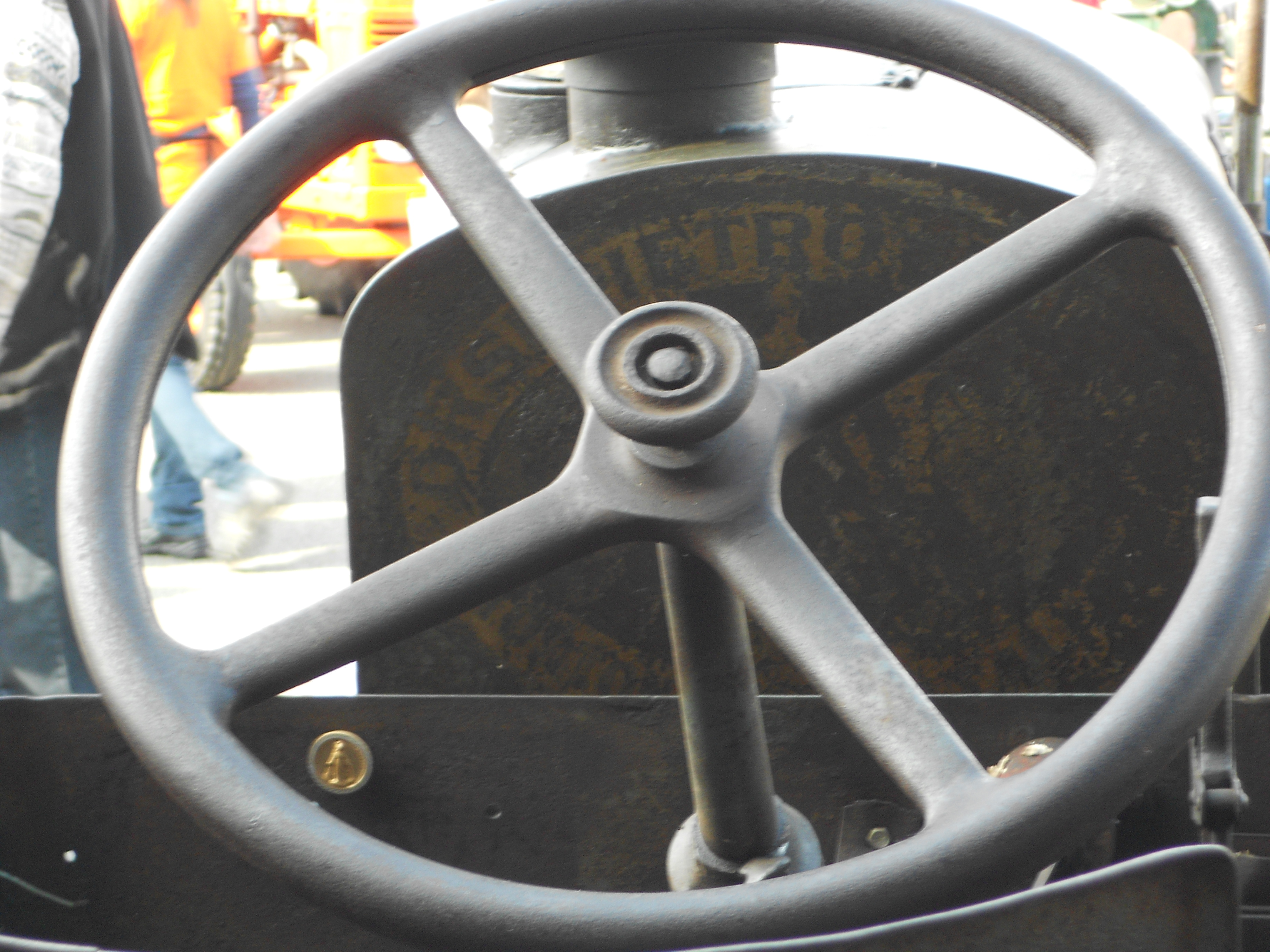
volante di un trattore d'epoca

Agli albori della tecnica automobilistica, il volante aveva la sola funzione di sterzo e direzionalità, ma nel corso degli anni sono state aggiunte, con il progredire della tecnologia, varie funzioni suppletive e utili per la sicurezza automobilistica come il clacson e l'alloggiamento dell'airbag.
Man mano si è arricchito anche di numerosi comandi secondari quali, ad esempio, i comandi dell'autoradio (regolazione volume e selezione tracce) o del telefono di bordo e i comandi del cambio.
A partire dagli anni cinquanta, il volante delle automobili divenne il protagonista della nascente usanza di personalizzare le automobili di grande serie, che diede l'avvio al moderno tuning. In quell'epoca quelli forniti di serie venivano sostituiti allo scopo di dare un'immagine di sportività o, semplicemente, per poter fruire di un organo con diverso diametro e impugnatura migliorata che facilitasse la manovra di sterzo.

## Forme, dimensioni e tipologie
La corona del volante può essere di profilo:
- tondo, firma usata su quasi tutti i mezzi di normale produzione e che permette di compiere facilmente più rotazioni complete del volante.
- quadro, usata su alcune moderne vetture sportive e da competizione per il cui uso agonistico, la completa rotazione del volante è una manovra raramente eseguita.
- farfalla, profilo usato da vari piloti di Formula 1 e caratterizzato da una forma simile a una "X", di fatto un quadro scavato nella parte centrale superiore e inferiore.

### Il volante nelle vetture da competizione

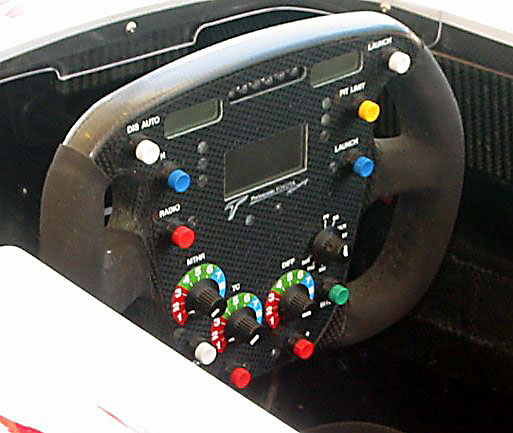
Il volante rettangolare di una vettura di Formula 1

Negli stretti abitacoli di alcune automobili da competizione, il volante contiene e sostituisce anche il quadro comandi e la strumentazione.
In taluni casi anche la forma del volante non è circolare ma quasi rettangolare, cosa che aumenta la visibilità anteriore dei piloti, in particolar di quelli delle monoposto di Formula 1, che sono inoltre dotati di moltissime funzioni e anche di display.